# Rana longicrus
Rana longicrus là một loài ếch trong họ Ranidae. Nó là loài đặc hữu của Đài Loan.
Các môi trường sống tự nhiên của chúng là các khu rừng ẩm ướt đất thấp nhiệt đới hoặc cận nhiệt đới, đầm nước, đầm nước ngọt, đầm nước ngọt có nước theo mùa, đất canh tác, và ao. Loài này đang bị đe dọa do mất môi trường sống.